# راؤول (لاعب كرة قدم)
راؤول (بالبرتغالية: Raul Victor da Silva Cajazeiras‏) هو لاعب كرة قدم برازيلي في مركز الوسط، ولد في 26 يوليو 1981 في فورتاليزا في البرازيل. لعب مع جمعية أرابيراكا الرياضية ونادي أتلتيكو فيروفياريو ونادي أنابولينا ونادي أيه بي سي ونادي إنترناسيونال ونادي إيكاسا ونادي سيارا ونادي غاما ونادي غوياس ونادي فورتاليزا.